# Roni Milo
Roni Milo (hebr. רוני מילוא, ur. 26 listopada 1949 w Tel Awiwie) – izraelski polityk, burmistrz Tel Awiwu, członek Knesetu, minister.

## Życiorys
Był dwukrotnie deputowanym do Knesetu w latach 1979–1996 i 1999–2003. W latach 1990–1992 minister bezpieczeństwa wewnętrznego, a w 1990 minister opieki społecznej. W latach 1993–1998 sprawował urząd burmistrza Tel Awiwu.